# Marcel Petiot
Marcel André Henri Félix Petiot (17 de enero de 1897 - 25 de mayo de 1946) fue un médico francés y asesino en serie. Fue condenado por homicidios múltiples tras el descubrimiento de los restos de 23 personas en su casa de París durante la Segunda Guerra Mundial. Se sospecha que asesinó alrededor de 60 víctimas durante su vida, aunque el número real permanece desconocido.

## Infancia y juventud
Petiot nació el 17 de enero de 1897 en Auxerre, Francia. Reportes posteriores a su muerte afirman que cometió diversos actos de delincuencia y criminales durante su juventud, pero no está claro si fueron reales o inventados posteriormente para el consumo masivo. Debe mencionarse, sin embargo, que un psiquiatra lo diagnosticó como enfermo mental el 26 de marzo de 1914, y que fue expulsado de la escuela varias veces. Completó su educación en un instituto especial de París en julio de 1915.
Durante la Primera Guerra Mundial, Petiot se alistó como voluntario en el ejército francés y entró en servicio en enero de 1916.
En la Segunda Batalla de Aisne, resultó herido y comenzó a mostrar más síntomas de colapso mental. Fue enviado a varias casas de descanso, donde lo arrestaron por robar mantas del ejército, morfina y otras provisiones militares, así como billeteras, fotografías y cartas, y fue encarcelado en Orleans. En un hospital psiquiátrico de Fleury-les-Aubrais, volvió a ser diagnosticado con varias enfermedades mentales, a pesar de lo cual fue reincorporado al campo de batalla en 1918. Fue transferido tres semanas después, luego de que supuestamente se hiriera el pie adrede con una granada, aunque fue incorporado a un nuevo regimiento en septiembre. Un nuevo diagnóstico fue suficiente para desmovilizarlo, con una pensión por incapacidad.

## Carrera médica y política
Tras la guerra, Petiot ingresó en el programa de educación acelerada para los veteranos del conflicto, completó la escuela de medicina en ocho meses e ingresó como interno al hospital mental de Évreux. Recibió su diploma de medicina en diciembre de 1921, y se mudó a Villeneuve-sur-Yonne, donde fue retribuido por sus servicios tanto por sus pacientes como por los fondos de asistencia médica del gobierno. Para ese momento, Petiot ya era usuario de narcóticos adictivos. Trabajando en Villeneuve-sur-Yonne, se ganó una reputación por sus prácticas médicas dudosas, tales como el suministro de narcóticos, práctica de abortos ilegales, y robo (por ejemplo, dinero del Tesoro del pueblo, el bombo de una banda local, y una gran cruz de piedra a la que consideraba una abominación).
La primera víctima de Petiot fue probablemente Louise Delaveau, la hija de un anciano paciente, con quien había tenido un romance en 1926. Delaveau desapareció en mayo y, con posterioridad, varios vecinos afirmaron haber visto a Petiot cargar un cuerpo en su auto. La policía investigó pero finalmente desestimó el caso, afirmando que la mujer había huido de su casa. Ese mismo año, Petiot se postuló para alcalde de la localidad, y contrató a una persona para que interrumpiera un debate político con su contrincante. Petiot ganó, y en ejercicio de sus funciones, malversó fondos públicos.
En junio de 1927, contrajo matrimonio con Georgette Lablais, la hija de 23 años de un adinerado hacendado y matarife de Seignelay. Su único hijo Gerhardt nació en abril de 1928.
El Prefecto del departamento de Yonne recibió numerosas quejas por los robos y tratos comerciales turbios de Petiot. Finalmente, Petiot fue suspendido como alcalde en agosto de 1931, y renunció. No obstante, aún conservaba muchos seguidores, y el Concejo del pueblo renunció también en solidaridad. Cinco semanas después, el 18 de octubre, fue elegido allí concejal. En 1932, fue acusado de robar energía eléctrica del pueblo y perdió su puesto como concejal. Mientras tanto, Petiot ya se había mudado a París.
En la capital, Petiot atrajo pacientes mediante credenciales falsas y construyó una sólida reputación por sus prácticas en el 66 de la Rue de Caumartin. No obstante, continuaron los rumores de abortos ilegales y recetas excesivas de medicamentos adictivos. En 1936 fue designado médecin d'état-civil, con autoridad para redactar certificados de defunción. Ese mismo año, fue internado brevemente por cleptomanía, pero fue dado de alta al año siguiente. Continuó con sus prácticas de evasión de impuestos.

## Actividades durante la Segunda Guerra Mundial
Tras la victoria alemana sobre Francia en 1940, se reclutaba a ciudadanos franceses para realizar trabajos forzados en Alemania. Petiot les proporcionaba certificados médicos de incapacidad falsos y, además, trataba las enfermedades de los trabajadores que habían regresado. En julio de 1942, fue condenado por prescripción excesiva de narcóticos, aunque dos adictos que habían testificado en su contra desaparecieron. Fue multado con 2400 francos.
Petiot afirmó posteriormente que, durante el período de Ocupación de Francia por las fuerzas del Eje, estuvo involucrado en actividades de la Resistencia Francesa. Se atribuyó a sí mismo el desarrollo de armas secretas que asesinaban a los alemanes sin dejar evidencia forense, la colocación de trampas cazabobos por todo París, su presencia en reuniones de alto nivel con comandantes aliados y haber colaborado con un grupo (inexistente) de españoles antifascistas. No hubo prueba alguna que apoyara ninguna de estas declaraciones.

## Red de escape fraudulenta
La actividad más lucrativa de Petiot durante la ocupación fue su ruta de escape falsa. Bajo el seudónimo de "Dr. Eugène", Petiot pretendía tener medios para hacer salir de Francia de forma segura a gente que era buscada por los alemanes o por el régimen de Vichy. Petiot aseguraba que podía arreglarles un viaje a Argentina u otros lugares de Sudamérica, a través de Portugal, a cambio de 25000 francos por persona. Tres cómplices (Raoul Fourrier, Edmond Pintard y René-Gustave Nézondet) conducían a las víctimas al "Dr. Eugène", incluyendo judíos, luchadores de la Resistencia y criminales comunes. Una vez que tenía a las víctimas bajo su control, Petiot les decía que el Gobierno argentino solicitaba que todos aquellos que entraran a ese país debían ser inoculados contra enfermedades, y bajo esta excusa les inyectaba cianuro. Una vez muertos, se adueñaba de sus posesiones y disponía de los cuerpos.
Al comienzo, Petiot arrojaba los cuerpos al Sena, pero luego comenzó a destruirlos sumergiéndolos en cal viva o incinerándolos. En 1941, Petiot compró una casa en el 21 Rue le Sueur. Adquirió la propiedad la misma semana en la que Henri Lafont regresó a París con dinero y permiso del Abwehr para reclutar nuevos miembros para la Gestapo francesa. Petiot ordenó trabajos de importancia en la casa, con la finalidad de elevar los muros de la misma e impedir la vista desde el exterior, a la vez que la adaptaba como consultorio médico. Posteriormente, durante las pesquisas policiales, se descubriría que la había equipado en el sótano con una cámara de gas con mirilla para espiar la muerte de sus víctimas y con un pozo lleno de cal viva.
La Gestapo finalmente lo descubrió, y, en abril de 1943, conocieron todo acerca de su "ruta" de escape para personas buscadas, lo cual tomaron como parte de la Resistencia. El agente de la Gestapo Robert Jodkum forzó al prisionero Yvan Dreyfus a acercarse a la supuesta red, pero Dreyfus simplemente se desvaneció. Un informante posterior se infiltró exitosamente en la operación, y la Gestapo arrestó a Fourrier, Pintard y Nézondet. Bajo tortura, confesaron que el "Dr. Eugène" era Marcel Petiot. Nézondet fue liberado, pero los otros pasaron ocho meses en prisión, sospechosos de ayudar a escapar a los judíos. Incluso bajo tortura, no identificaron a ningún otro miembro de la Resistencia, ya que no conocían a ninguno. La Gestapo los liberó en enero de 1944. Marcel Petiot fue detenido y torturado; tras lograr ser liberado, se refugió en Yonne.

## Descubrimiento de sus crímenes
El 11 de marzo de 1944 la policía acudió a casa del doctor Petiot, alertada por los atemorizados vecinos que observaban salir de la chimenea una grasienta humareda negra y un hedor insoportable. La chimenea corría el riesgo de incendiarse, pues ya se veían las llamas sobresaliendo amenazadoras, y no tardaron en acudir los bomberos, quienes lograron entrar en la casa a través del sótano. Allí descubrieron, sin dar crédito a lo que veían, el espantoso combustible que alimentaba las llamas: un montón de huesos de judíos. Se consiguieron demostrar 24 muertes, pero pudieron ser muchas más en realidad.
Momentos más tarde acudió la policía, y el doctor Marcel Petiot les explicó con orgullo que aquellos eran «sus» cadáveres, los restos de colaboradores de nazis que habían sido asesinados por la Resistencia francesa y confiados a su custodia para que se deshiciese de ellos. Los agentes aceptaron la explicación y lo dejaron ir, no sin antes felicitarlo por tener esas dotes de patriotismo.
Petiot aseguró que era miembro de la Resistencia y que sus víctimas habían sido 63 nazis. Al igual que los 27 cadáveres encontrados en el sótano, los agentes dieron por hecho que se trataba de más soldados alemanes. Pero cuando se constató que aquellas muertes no tenían nada que ver con la ejecución de colaboradores nazis, Petiot ya había huido en su bicicleta. A partir de ahí se llevó a cabo un minucioso registro de la casa y hallaron, además de los cadáveres despedazados, casi 150 kilos de tejido corporal humano calcinado y otros muchos cuerpos descomponiéndose en un pozo del garaje que contenía cal viva.

## Detención
Al cabo de un tiempo de anonimato, Petiot inició una serie de correspondencia con el periódico Résistance bajo otro nombre, pero sin modificar su letra (lo que ayudaría a su identificación), diciendo que la Gestapo había metido en su casa los cadáveres. Gracias a eso fue de nuevo detenido el 2 de noviembre de 1944.

## Juicio
Su juicio comenzó en el Tribunal del Sena el 15 de marzo de 1945; ahí se descubrió la verdadera faceta del doctor. No era un luchador clandestino por la libertad, sino un criminal totalmente degenerado.
Se le acusaba de 27 asesinatos por las evidencias de su sótano. Su hermano Maurice, quien le proporcionaba la cal, alegó que Petiot la utilizaba contra las cucarachas, pero el enorme volumen de 400 kg suministrados sirvió para inculparlo de complicidad criminal.
Mientras se hallaba detenido a la espera del juicio, Petiot en todo momento comentaba jocosamente a los guardianes de su prisión que «no dejen de acudir a mi juicio, va a ser maravilloso y se va a reír todo el mundo», y nada más lejos de la realidad: ese juicio fue uno de los más surrealistas y confusos en la historia de Francia.
A veces, tanto el acusado como el abogado dormitaban plácidamente en sus asientos, e incluso llegó a haber insultos entre la defensa y el acusado cuando este último afirmó que era un defensor de traidores y judíos, a lo que este, furioso, le amenaza con partirle la boca en la misma sala.
La acusación afirmó que Petiot atraía a ricos judíos a la rue Le Sueur con el pretexto de que les ayudaría a escapar del acoso de las fuerzas alemanas hacia otros países. Luego les quitaba la vida por medio de inyecciones letales que les administraba con el pretexto de cumplir con las formalidades sanitarias extranjeras, después los despojaba de todo el dinero y objetos de valor que poseían.
Al final de tres semanas de juicio, el jurado lo declaró culpable de 24 de las 27 acusaciones, y en cuanto se dictó el veredicto de culpabilidad se establecieron una serie de indemnizaciones a favor de los familiares de las víctimas.
El 4 de abril de 1946 Petiot fue condenado a la guillotina.

## Ejecución
Marcel Petiot, hallado culpable de los crímenes de los que se le acusaba, fue guillotinado el 25 de mayo de 1946 en París, en la prisión de La Santé. El asesino, lejos de mostrarse asustado en el momento de su muerte, dijo con más ironía que nunca a los testigos de la ejecución: «Caballeros, les ruego que no miren. No va a ser bonito».

## Uso de sus datos en un estudio científico
En 1967, el francés Michel Gauquelin (1928-1991) realizó un estudio acerca de la astrología. Envió los datos de lugar, fecha y hora de nacimiento de Marcel Petiot a la empresa parisina Ordinastral (‘Computastral’), que afirmaba que realizaba estudios psicológicos por computadora. El astrólogo, creyendo que los datos pertenecían al propio Gauquelín, describió más bien las características y los hechos de la vida de Gauquelín (psicólogo y estadístico):

Está bañado por una estremecedora sensibilidad oceánica de amor universal [...] Puede presentarse bajo las características de una naturaleza bien insertada en las normas de la sociedad, enamorado de las conveniencias y provisto de un sentido moral confortable, burgués biempensante, digno ciudadano.
Est baigné d'une sensibilité océanique frissonnante d'amour universelle [...]. Il peut se présenter sous les traits d'une nature bien insérée dans les normes du social, éprises des convenances et pourvue d'un sens moral confortable, bourgeois bien pensant, digne citoyen.
Horóscopo del asesino serial Marcel Petiot

Gauquelin puso un anuncio en el periódico parisino Ici-París ofreciéndose a enviar gratis «un horóscopo personal generado por computadora, basado en los datos del nacimiento del interesado».

Totalmente gratuito

su horóscopo

ultrapersonal

un documento de 10 páginas

Benefíciese de una experiencia única

Envíe su nombre, dirección, 

fecha y lugar de nacimiento:

Astral Electronic

8, rue Amyot, París-5º

Totalement gratuit

votre horoscope

ultra personnel

un document de 10 pages

Bénéficiez d'une expérience unique

Envoyez nom, adresse, 

date et lieu de naissance :

Astral Electronic

8, rue Amyot, París-5º

Junto con el horóscopo adjuntó un cuestionario a rellenar por el interesado, donde debía comentar si se había reconocido en el retrato psicológico que había leído, si había reconocido sus problemas personales, y si algún amigo o familiar estaba de acuerdo con la valoración. Gauquelin en realidad envió a cada postulante el horóscopo del Dr. Petiot. Respondieron al cuestionario 135 personas.
De las respuestas recibidas, el 94 % aseguró que el retrato psicológico describía perfectamente su personalidad, el 80 % aseguró que describía perfectamente el ciclo de eventos de su vida, mientras que el 90 % había confirmado la exactitud del retrato con la opinión de sus familias y amigos. Algunas de las respuestas fueron: «El trabajo hecho por la máquina es maravilloso», y «en general, a cualquiera que me conozca bien le ha parecido muy exacto, especialmente a mi esposa». Gauquelin concluyó que el acierto de las predicciones está relacionado con el sentimiento que tienen los destinatarios de que los horóscopos se han hecho personalmente para ellos.